# Pauline Oliveros
Pauline Oliveros (Houston, 30 mei 1932 - New York, 25 november 2016) was een Amerikaanse accordeoniste en componiste.

## Biografie
Oliveros studeerde van 1949 tot 1952 in Houston en van 1954 tot 1956 in San Francisco en ze nam privéles bij Robert Erickson. Vanaf 1961 werkte ze met Steve Reich, Terry Riley, Ramon Sender en Morton Subotnick aan het San Francisco Tape Music Center. Van 1967 tot 1981 was ze directrice van het Center for Music Experiment aan de Universiteit van Californië - San Diego.
In 1985 richtte ze  in Kingston The Pauline Oliveros Foundation op. Met het programma Deep Listening, dat ze binnen deze stichting opzette, en de Deep Listening Band liet ze meditatie en muziek samensmelten. In 2005 ontstond uit de stichting het Deep Listening Institute. Op 9 juni 2014 maakte het Rensselaer Polytechnic Institute, de oudste technische universiteit in de Engelstalige wereld, de oprichting bekend van het Center For Deep Listening, dat het werk van het Deep Listening Institute zou voortzetten en beheer van het levenswerk van Oliveros ten doel had.
Naast orkestwerken en kamermuziek componeerde ze Sound Patterns voor gemengd koor (1961) en multimediale werken zoals een nummer voor elektronische piano, geluidsband en lichteffecten en een toneelstuk voor vijftien acteurs, film en projecties, geluidsband en live-geluidsmateriaal. Met Sound Patterns won ze de Gaudeamus Award 1962.
Met de Deep Listening Band  nam ze in oktober 1988 het album Deep Listening op, dat door muziekexperts werd gezien als mijlpaal van ruimtelijke sound art. 
Op 24 januari 1999 trad ze samen met David Gamper op in Muziekcentrum De IJsbreker in Amsterdam. Het optreden werd opgenomen en uitgebracht op CD. In oktober 2013 vierde ze, samen met mede-oprichter Stuart Dempster, de artieste en schrijfster Ione en de gastmuzikanten Jonas Braasch, Jesse Stewart en Johannes Welsch, het 25-jarige jubileum van de band met een concert in Canada. Oliveros en Dempster droegen het concert op aan het in 2011 overleden, langjarige bandlid David Gamper. 
Haar laatste optreden vond plaats op het Le Guess Who?, Utrecht 2016.
In 2017 werden werken van de artieste opgevoerd tijdens de documenta 14.

## Overlijden
Pauline Oliveros overleed in november 2016 op 84-jarige leeftijd.

## Onderscheidingen
- 1962 Compositieprijs van de Stichting Gaudeamus
- 1977 Beethoven-prijs van de stad Bonn
- 1999 SEAMUS Lifetime Achievement Award
- 2012 John Cage Award
- 2013 Giga-Hertz-Preis voor elektronische muziek

## Artikelen
- Das Schweigen brechen, in: MusikTexte 76/77, 3–4.
- Die Wurzeln des Augenblicks. Über das Hören, in: MusikTexte 76/77, 83–85.
- Space Is the Place. Quantenkomposition: Die kybernetische Gegenwart, in: MusikTexte 80, 11–15.
- Kein Komponieren ohne Konzepte, in: MusikTexte 145, 69.
- Sex, wie wir ihn nicht kennen. Zukunftsperspektiven der Computermusik, in: MusikTexte 152, 56–65.

## Secundaire literatuur
- Margaret Ahrens: Häutungen. Über Pauline Oliveros, in: MusikTexte 76/77, 75–81.
- Pamela A. Madsen: Riesiger Schoß. Der Begriff der „Gegenwärtigkeit“ in Pauline Oliveros’ „Rose Moon“ , in: MusikTexte 76/77, 85–90.
- Katherine Setar: Watertank Software. Eine „Interaktion“ zwischen Pauline Oliveros und einem halligen Raum, in: MusikTexte 76/77, 96–101.
- Zum Tod von Pauline Oliveros. Beiträge von Geeta Dayal, Ellen Fullman, Maggi Payne, Alvin Lucier, Christina Kubisch, Roger Reynolds, Bill Dietz, Brenda Hutchinson, Alvin Curran, Anne Bourne, Diamanda Galás, Christian Wolff, Johannes Goebel, Gisela Gronemeyer, in: MusikTexte 152, 37–56.

- Bibsys: 1062511
- Bibliothèque nationale de France: cb13898093k (data)
- Catàleg d'autoritats de noms i títols de Catalunya: 981061032263906706
- CiNii: DA12899114
- Gemeinsame Normdatei: 11929320X
- International Standard Name Identifier: 0000 0000 8171 7855
- Library of Congress Control Number: n82144277
- Nationale Bibliotheek van Letland: 000153755
- MusicBrainz: 62c31c9d-d2d9-4b2a-9549-4be129e9559a
- Bibliotheek van het Japanse parlement: 00693489
- Nationale Bibliotheek van Tsjechië: js20021223003
- Nationale Bibliotheek van Israël: 987007439239105171
- Nederlandse Thesaurus van Auteursnamen: 13155011X
- Istituto Centrale per il Catalogo Unico: LO1V181780
- SNAC: w66h4hn3
- Système universitaire de documentation: 077722183
- Union List of Artist Names: 500334564
- Virtual International Authority File: 103972736
- WorldCat: E39PBJxhtB7hTwhXDmwyxWQH4q